# Семонте Кастело (Перуђа)
Семонте Кастело је насеље у Италији у округу Перуђа, региону Умбрија.
Према процени из 2011. у насељу је живело 60 становника. Насеље се налази на надморској висини од 543 м.